# Earth Song

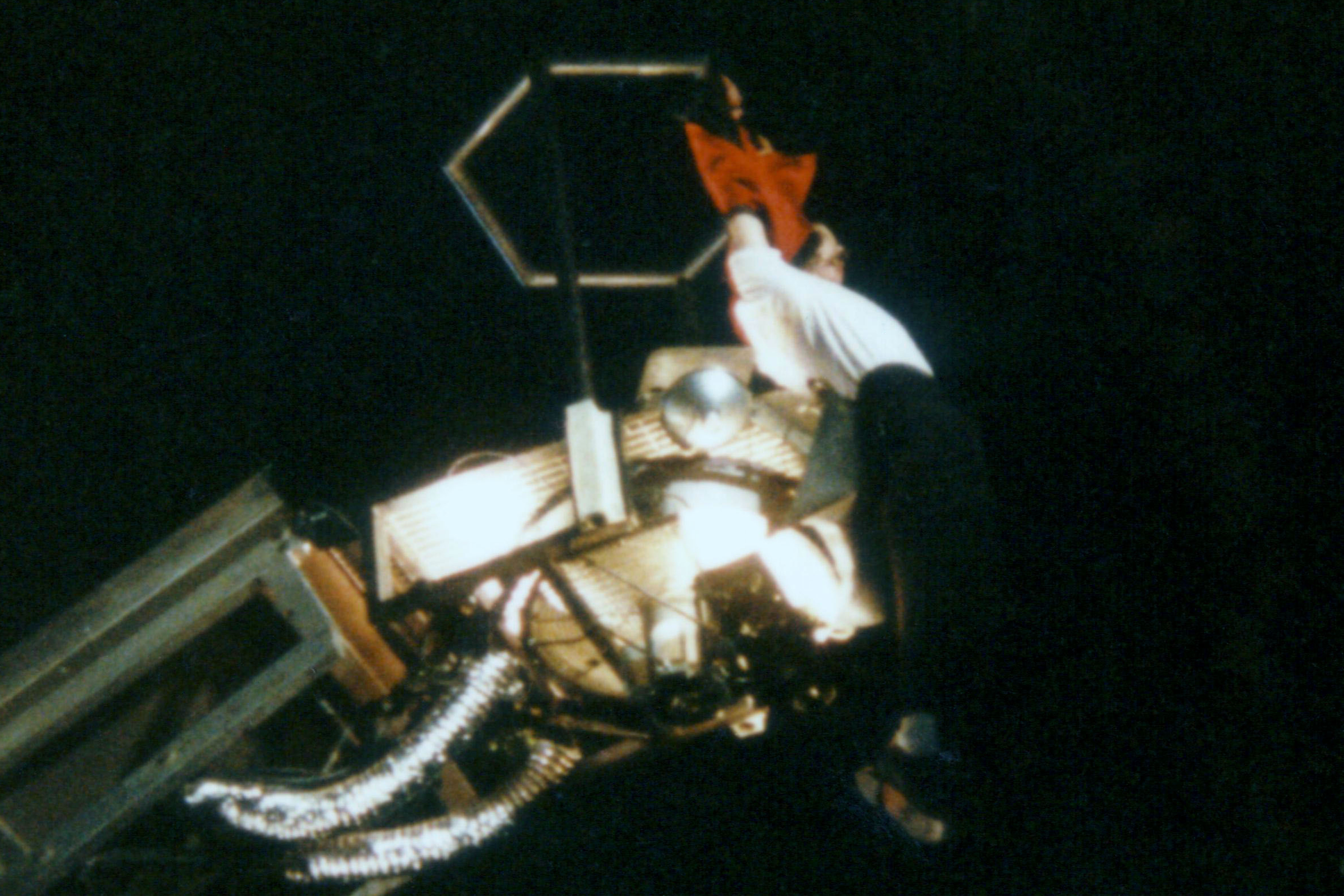
Michael Jackson bei der Performance des Earth Songs (1997)

Earth Song ist ein Lied von Michael Jackson und die dritte Single des Doppelalbums HIStory – Past, Present and Future Book I von Michael Jackson aus dem Jahre 1995. Jackson schrieb und komponierte die Pop-Ballade selber. Sie enthält auch Elemente aus Blues und Gospel sowie aus der Oper. Sie erreichte in sieben Ländern den ersten Platz der Charts. Earth Song wurde weltweit mehr als 4,1 Millionen Mal verkauft.

## Entstehung
Michael Jackson schrieb das Lied laut eigenen Angaben 1988 auf der Bad-Welttournee in einem Hotel in Österreich, wo ihm das Lied „in den Schoß fiel“. Er hatte 1988 Konzerte in Wien und Linz; laut Joseph Vogel entstand Earth Song am 1. Juni 1988 im Wiener Marriott an der Ringstraße. Laut dem als Bassist beteiligten Guy Pratt wurde der Basistrack bereits 1989 aufgenommen, aber letztlich nicht für das folgende Album Dangerous im Jahr 1991 verwendet, sondern erst 1995 veröffentlicht. Es steht in einer Reihe von Liedern Jacksons mit sozialkritischem Hintergrund wie We Are the World, Man in the Mirror oder Heal the World. Earth Song war dabei der erste Titel von Jackson, der ökologische Aspekte thematisierte. In dem Lied werden auch Krieg und andere die Erde betreffende Themen angeschnitten. Das Lied beklagt das zerstörerische und rücksichtslose Handeln der Menschen.

## Veröffentlichung und Promotion
Der Earth Song erschien erstmals am 20. Juni 1995 als Teil von Jacksons neuntem Studioalbum HIStory – Past, Present and Future Book I und später als Single am 27. November 1995.
Erstmals präsentierte Jackson den Song – begleitet vom Gospelchor von Felicia Taylor – am 4. November 1995 in der deutschen Fernsehshow Wetten, dass..? Die aufwändige Inszenierung kostete rund eine Million D-Mark. Mit 18 Millionen Fernsehzuschauern hatte die Sendung eine ihrer höchsten Quoten. 1996 trat Jackson mit Earth Song auch bei den BRIT Awards auf (allerdings mit Vollplayback). Der Auftritt wurde durch Jarvis Cocker gestört und so zu einem kleinen Skandal.

## Musikvideo
Es wurde ein Musik-Video zu Earth Song produziert, das sich um die Zerstörung und Wiedererstehung der Erde drehte; das Video erhielt 1997 eine Grammy-Nominierung. An den Dreharbeiten zum Video in Tansania wirkte im Filmteam der damals noch unbekannte Nick Brandt mit. Brandt war dabei von der Ästhetik der Natur in Tansania so ergriffen, dass er sich fortan mit Naturfotografie beschäftigte und mit großformatigen Aufnahmen der afrikanischen Tierwelt weltweite Berühmtheit erlangte.

## Kritiken
Die Website Popkultur.de wählte Earth Song auf Rang 16 der besten Songs des Jahres 1995 und auf Platz 18 der besten Song des Jahres 1996.

## Kommerzieller Erfolg

### Chartplatzierungen
Der Earth Song erreichte in Deutschland die Chartspitze der Singlecharts und platzierte sich fünf Wochen an ebendieser sowie 13 Wochen in den Top 10 und 35 Wochen in den Top 100. Darüber hinaus platzierte sich die Single auch für acht Wochen an der Chartspitze der deutschen Airplaycharts. 1995 platzierte sich der Earth Song auf Rang 48 der deutschen Single-Jahrescharts sowie auf Rang 13 im Jahr 1996. Die Single wurde zum 32. Charthit in den deutschen Singlecharts für Jackson als Solokünstler. Es ist sein 15. Top-10-Erfolg sowie sein erster Nummer-eins-Hit in Deutschland mit mehr als 2 Millionen verkauften Exemplaren.
In Großbritannien stieg Earth Song direkt als Nummer eins in die Hitparade ein und verblieb dort für sechs Wochen; dort ist dieser Weihnachts-Nummer-eins-Hit.
| ChartsChartplatzierungen     | Höchstplatzierung | Wochen |
| ---------------------------- | ----------------- | ------ |
| Deutschland (GfK)            | 1 (36 Wo.)        | 36     |
| Österreich (Ö3)              | 2 (25 Wo.)        | 25     |
| Schweiz (IFPI)               | 1 (31 Wo.)        | 31     |
| Vereinigtes Königreich (OCC) | 1 (22 Wo.)        | 22     |

| ChartsJahrescharts (1995)    | Platzierung |
| ---------------------------- | ----------- |
| Deutschland (GfK)            | 48          |
| Vereinigtes Königreich (OCC) | 6           |

| ChartsJahrescharts (1996)    | Platzierung |
| ---------------------------- | ----------- |
| Deutschland (GfK)            | 13          |
| Österreich (Ö3)              | 10          |
| Schweiz (IFPI)               | 19          |
| Vereinigtes Königreich (OCC) | 48          |

### Auszeichnungen für Musikverkäufe
1996 erhielt der Earth Song eine Doppelplatin-Schallplatte für über eine Million verkaufte Einheiten in Deutschland. Damit ist er nicht nur die meistverkaufte Single von Jackson in Deutschland, sondern zählt zu den meistverkauften Singles des Landes.
| Land/Region                  | Auszeichnungen für Musikverkäufe (Land/Region, Auszeichnung, Verkäufe) | Verkäufe    |
| ---------------------------- | ---------------------------------------------------------------------- | ----------- |
| Belgien (BRMA)               | Gold                                                                   | (25.000)    |
| Dänemark (IFPI)              | Gold                                                                   | (45.000)    |
| Deutschland (BVMI)           | 2× Platin                                                              | (1.000.000) |
| Frankreich (SNEP)            | Gold                                                                   | (250.000)   |
| Europa (IFPI)                | 3× Platin                                                              | 3.000.000   |
| Kanada (MC)                  | Gold                                                                   | 40.000      |
| Neuseeland (RMNZ)            | Gold                                                                   | 15.000      |
| Norwegen (IFPI)              | Gold                                                                   | (10.000)    |
| Österreich (IFPI)            | Platin                                                                 | (50.000)    |
| Schweiz (IFPI)               | Platin                                                                 | (50.000)    |
| Vereinigte Staaten (RIAA)    | Gold                                                                   | 500.000     |
| Vereinigtes Königreich (BPI) | 2× Platin                                                              | (1.252.071) |
| Insgesamt                    | 7× Gold · 9× Platin ·                                                  | 3.555.000   |

Hauptartikel: Michael Jackson/Auszeichnungen für Musikverkäufe